# Мбумба, Нанголо
Нанго́ло Мбу́мба (англ. Nangolo Mbumba, урожд. Ге́нрих Кляйн Нанго́ло, нем. Heinrich Klein Nangolo; род. 15 августа 1941, Овамболенд, Юго-Западная Африка) — намибийский политический и государственный деятель, с 8 февраля 2018 года по 4 февраля 2024 года вице-президент Намибии. 4 февраля 2024 года после смерти от онкологического заболевания Хаге Гейнгоба был приведён к присяге в качестве нового президента страны, занимал этот пост до 21 марта 2025 года. Член партии СВАПО, занимал пост генерального секретаря этой политической организации в 2012—2017 годах.

## Биография
Образование получил в 1971 году в Южном университете штата Коннектикут и в 1973 году в Университете Коннектикута. После преподавал в Гарлемской подготовительной школе в Нью-Йорке. В 1978 году вернулся на родину.
Занимал ряд ответственных государственных постов. В 1985—1987 годах работал заместителем министра образования и культуры. Был личным секретарём председателя СВАПО Сэма Нуйомы.
С 1993 года — член Национальной ассамблеи Намибии. Тогда же возглавил ряд министерств, в том числе министерство сельского хозяйства, водных ресурсов и развития сельских районов (1993—1996), министерство финансов (1996—2003), министерство информации и радиовещания (2003—2005), министерство образования (2005—2010) и министерство безопасности (2010—2012).
8 февраля 2018 года первый вице-президент Намибии Никкей Иямбо ушёл в отставку по болезни и Мбумба занял пост вице-президента Намибии. 25 января 2024 года во время болезни Хаге Гейнгоба он стал исполняющем обязанности президента страны, 4 февраля после смерти Гейнгоба — приведён к присяге как новый президент Намибии. 21 марта 2025 года он оставил этот пост по окончании срока мандата.